# Gotera
Para el municipio en El Salvador, véase San Francisco Gotera.

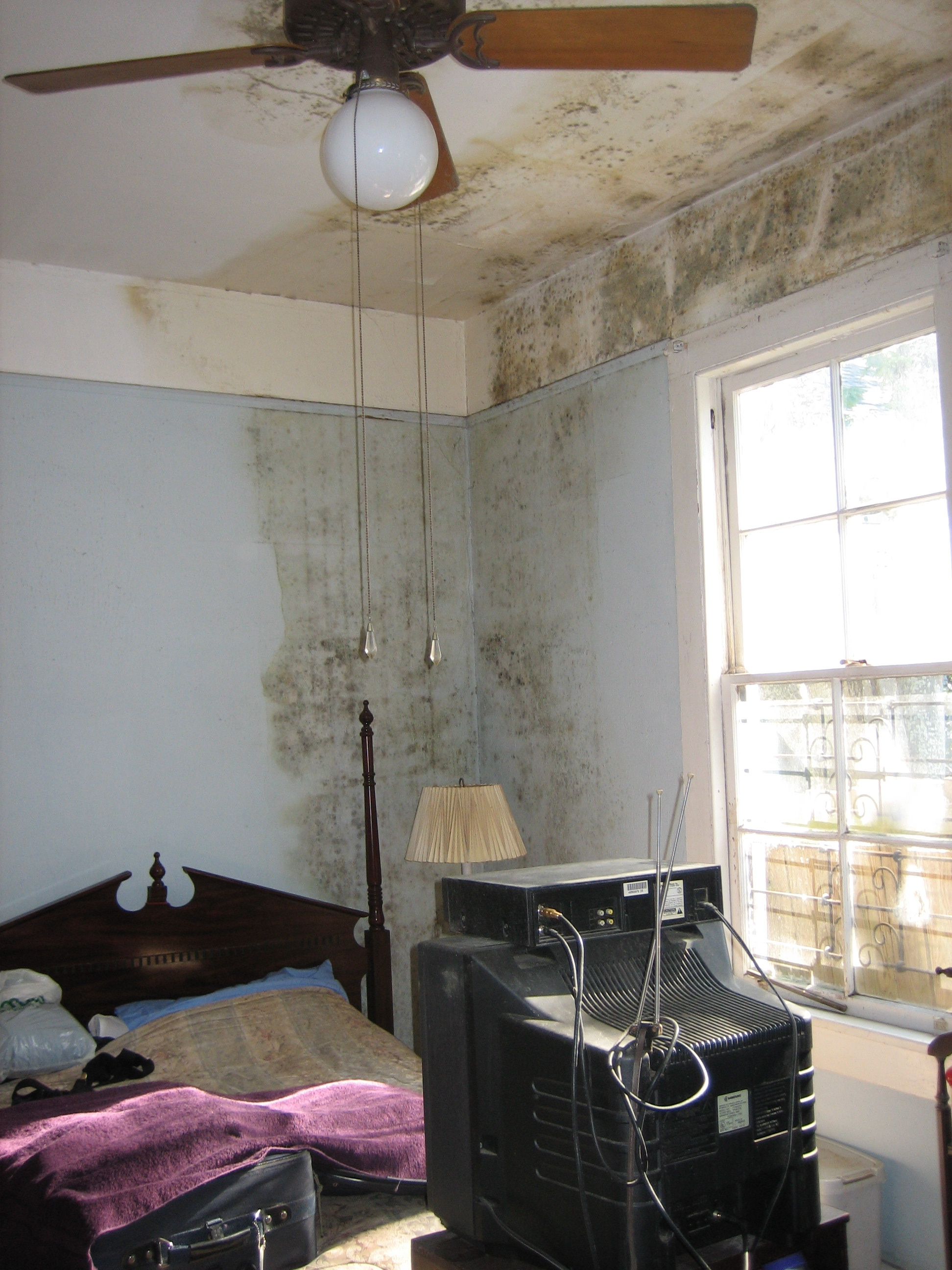
Habitación con los efectos de una gotera

Se llama gotera a la filtración de agua que se produce a través del techo. 
Las goteras pueden obedecer a varias causas pero lo general es que se deban a desorganización del tejado o a rotura de algunas tejas. El agua de lluvia que corre por el faldón, al encontrar una abertura o una grieta penetra por ella y se va filtrando a través de la fábrica de la armadura y del suelo y cae gota a gota en el piso siguiente. Las tejas nuevas suelen también producir goteras por filtración del agua a través de sus caras pero estas goteras no son muy temibles porque bien pronto se obstruyen los poros de la teja con las incrustaciones del agua que se ha ido filtrando y desaparece la gotera por sí misma. La insuficiencia de las canales, canalones o tubos de bajada para contener la masa de agua que en ellos se reúne en los fuertes chubascos de primavera y otoño, son otra causa de las goteras. 
Las goteras no presentan solo el inconveniente de entrar en las habitaciones mojando y manchando los muebles sino que inutilizan la decoración de la habitación en que se presentan y lo que es peor, pudren los maderos de piso y armadura u oxidan las jácenas si el piso es de hierro y pueden ser causa de hundimientos parciales y hasta de la destrucción de un edificio. El agua que pasa gota a gota va empapando los morteros, se va extendiendo por capilaridad y envuelve en una atmósfera de humedad caliente que produce los citados efectos en breve plazo. 
Una gotera se conoce precisamente por esas grandes manchas que presentan en los cielos rasos y que muchas veces los desprenden y, si no se remedia inmediatamente, cuando las fábricas no pueden aguantar más agua, ésta cae gota a gota dentro de las habitaciones. 
Cuando las goteras proceden de insuficiencia en las canales y tubos de salida no cabe más recurso que o aumentar la dimensión de tubos y canales o retirarlos más del tejado si solo se presentan las goteras en lluvias excepcionales. Cuando proceden de excesiva porosidad en las tejas, se puede remediar la filtración embetunando o pintando las tejas o cubriéndolas con una lechada de cal. Pero cuando procede de roturas en el tejado solo se puede remediar con un retejo inmediato.